# Chapar
Chapar is een dorp in het district Dhubri van de Indiase staat Assam. 

## Demografie
Volgens de Indiase volkstelling van 2001 wonen er 18.559 mensen in Chapar, waarvan 52% mannelijk en 48% vrouwelijk is. De plaats heeft een alfabetiseringsgraad van 65%. 